# David Turcotte
David Turcotte (Ottawa, 10 luglio 1965) è un ex cestista canadese.

## Carriera
Con il Canada ha disputato i Giochi olimpici di Seul 1988, i Campionati mondiali del 1986 e quattro edizioni dei Campionati americani (1988, 1989, 1992, 1993).